# Rhyssemus grossepunctatus
Rhyssemus grossepunctatus är en skalbaggsart som beskrevs av Vladimir Balthasar 1961. Rhyssemus grossepunctatus ingår i släktet Rhyssemus och familjen Aphodiidae. Inga underarter finns listade i Catalogue of Life.